# Tok Pisin
Het Tok Pisin is een creoolse taal die wordt gesproken in het noordelijk deel van Papoea-Nieuw-Guinea, het hoofdstedelijk district en de Nieuw-Guinese Eilanden. Het is een van de officiële talen van Papoea-Nieuw-Guinea en ook de meest gesproken taal in dat land. Ongeveer 4 miljoen mensen spreken Tok Pisin als tweede taal en meer dan honderdduizend mensen spreken het als moedertaal.
Tok Pisin is afgeleid van de Engelse zinsnede talk pidgin en sinds 1981 is dit de officiële naam van de taal. Tok betekent in de taal zelf 'woord' of 'spraak' en pisin betekent 'pidgintaal'.
De taal kenmerkt zich door grammaticale regels die op verschillende Papoeatalen zijn gebaseerd, maar de woorden zijn ontleend aan het Engels. Dit laatste is een gevolg van het feit dat Papoea-Nieuw-Guinea (gedeeltelijk) een tijdlang onder Brits en Australisch bestuur heeft gestaan.

## Classificatie
Tok Pisin is ontstaan uit een mix van talen gesproken door bewoners van diverse eilanden uit de Grote Oceaan toen zij te werk werden gesteld op plantages in o.a. Queensland en op een aantal andere eilanden. De arbeiders begonnen een pidgintaal te ontwikkelen, die voornamelijk op het Engels is gebaseerd. In de taal is eveneens vocabulaire terug te vinden uit het Duits, Portugees en verschillende Austronesische talen. Deze taal evolueerde in het Tok Pisin, de taal werd al snel de lingua franca in het gebied en werd gebruikt door de overheersers en hen die werden overheerst. Ook werd de taal tussen de arbeiders onderling gebruikt daar zij in het geheel geen gemeenschappelijke taal hadden.

## Officiële status
Het Tok Pisin kent een zekere mate van gebruik in de media en gouvernementele kwesties, maar toch wordt meestal het Engels gebruikt in deze contexten. Tok Pisin is op sommige basisscholen tijdens de eerste drie schooljaren de instructietaal.

## HetOnzevaderin het Tok Pisin
Papa bilong mipela
Yu stap long heven.
Nem bilong yu i mas i stap holi.
Kingdom bilong yu i mas i kam.
Strongim mipela long bihainim laik bilong yu long graun,
olsem ol i bihainim long heven.
Givim mipela kaikai inap long tude.
Pogivim rong bilong mipela,
olsem mipela i pogivim ol arapela i mekim rong long mipela.
Sambai long mipela long taim bilong traim.
Na rausim olgeta samting nogut long mipela.
Kingdom na strong na glori, em i bilong yu tasol oltaim oltaim.
Tru.